# Feoktistov (cráter)
Feoktistov es un pequeño cráter de impacto situado en la cara oculta de la Luna. Se encuentra en el hemisferio norte, al noroeste del Mare Moscoviense. Este cráter posee una pequeña extensión hacia fuera a lo largo del lado norte, dándole el aspecto de dos cráteres superpuestos que se han fusionado. Presenta ligeras hendiduras en el brocal a lo largo de los lados este y noroeste. El borde es aproximadamente redondeado y no está desgastado de manera significativa. Aparte de una franja irregular en el noreste, el suelo carece relativamente de rasgos distintivos.
|  |  |

El cráter fue nombrado en honor del cosmonauta Konstantín Feoktistov. Fue el primer civil en el espacio, volando a bordo de la nave Vosjod 1 en 1964.

## Cráteres satélite
Por convención estos elementos son identificados en los mapas lunares poniendo la letra en el lado del punto medio del cráter que está más cerca de Feoktistov.
|            | \| Feoktistov \| Coordenadas \| Diámetro \| \| ---------- \| ------------------------------ \| -------- \| \| X \| 33°06′N 139°30′E / 33.1, 139.5 \| 23 km \| |          |
| Feoktistov | Coordenadas | Diámetro |
| X          | 33°06′N 139°30′E / 33.1, 139.5 | 23 km    |